# 尤拉科查山 (莫羅科查區)
11°29′57″S 76°07′47″W / 11.49917°S 76.12972°W
尤拉科查山（Yuraqqucha），是秘魯的山峰，位於該國中部胡寧大區，由堯利省的莫羅科查區負責管轄，屬於安地斯山脈的一部分，海拔高度5,022米。